# 그녀의 플래그가 꺾이면
《그녀의 플레그가 꺾이면》(일본어: 彼女がフラグをおられたら 가노조가 후라그오 오라레따라[*]), 혹은 줄여서 가오라레(がをられ)는 타케이 토카가 글을 쓰고 Cuteg가 삽화를 맡은 일본의 라이트 노벨이다. 코단샤는 2011년 12월부터 단행본을 11권 출판하였다. 만화화와 두 스핀오프작은 코단샤의 잡지에 연재되었다. Hoods 엔터테이먼트가 제작한 텔레비전 애니메이션은 2014년 4월 6일부터 6월 29일까지 방영했다, 북미에서는 NIS 아메리카가 라이선스를 취득했다. 또한, 대한민국에서는 애니플러스가 2014년 4월부터 동시 방영을 했다.

## 줄거리
새로운 전학생 하타테 소타는 자신과 친한 사람들이 어떠한 감정인지, 어떠한 상황에 처하게 될 것인지를 머리 위에 보이는 플래그를 통해 알 수 있다. 소타는 어여쁜 여학생들이 많이 있는 작은 기숙사에서 살고있는데, 그가 죽음의 플레그를 볼 때마다 운명을 바꾸어야 한다는 것을 알게 된다. 소타는 네 명의 사람들, 여기사, 마법사, 성직자, 시노비(남성 닌자)를 잘 조화시켜야 한다.